# 1872년 아미크 지진
1872년 아미크 지진 혹은 안타키야 지진은 1872년 4월 3일 당시 오스만 제국의 아미크계곡에서 일어난 지진이다. 지진의 추정 규모는 모멘트 규모 기준 Mw7.0-7.2 혹은 표면파 규모 기준 Ms7.2이며, 진도는 메드베데프-스폰하우어-카르니크 계급(MSK 계급) 기준 최대 XI를 기록했다. 이 지진으로 튀르키예와 시리아 지역이 큰 피해를 입었으며 최소 1,800명이 사망했다.

## 지질학적 배경
아미크계곡은 아프리카판과 아라비아판이 부딪히면서 서로 미끄러지는 주향이동단층의 일종인 사해 변환단층에 있다. 약 1,000 km 길이의 좌수향 변환단층인 사해 변환단층은 남쪽으로는 일종의 열개분지인 홍해 해령에서부터 북쪽으로는 마라슈 삼중합점까지 이어져 있다. 마라슈 삼중합점에서는 삼중합점의 두 팔 중 하나가 사해 변환단층과 이어진다. 그 외에 또 다른 두 판의 경계인 키프로스호와 동아나톨리아 단층이 마라슈 삼중합점에서 만난다. 이렇게 활동적이고 복잡한 판의 경계에 있는 안티오키아는 서기 115년의 지진으로 20만명 이상이 사망하기도 했다.

## 지진
1872년 지진은 사해 변환단층의 한 분절인 아마노스 단층에서 일어났다. 진원지로 추정되는 지역은 1822년 알레포 지진의 진앙 바로 남쪽이다. 그리스의 지진학자인 니콜라오스 암브라지스는 지진의 규모를 표면파 규모 기준 Ms7.2라고 추정했다. 지진의 모멘트 규모는 Mw7.0-7.2로 추정된다.
사해 변환단층의 또 다른 구간인 하즈파샤 단층의 고지진학 연구에 따르면 1872년 아미크 지진과 단층 파열 사이의 관계를 찾을 수 없었다고 발표했는데, 이에 따르면 지진의 단층 파열은 갑평원 너머로 확대되지 않았음을 뜻한다. 하지만 아마노스 단층 연구에서 1872년 지진과 일치하는 지표 아래 파묻혀 숨겨진 단층 파열의 증거가 발견되었다. 지진학자들은 지진으로 발생한 지층 파열이 최대 50 km 길이였을 것이라 추정한다. 또한 연구진들은 1408년에 발생한 규모 M7.5 지진과 관련된 또 다른 단층 파열 증거도 찾았다. 지진의 등진도 지도를 그려보면 단층 파열이 아마노스 단층의 남쪽 끝에서부터 시작해 안타키야 단층대를 지나 사만다 해안지대까지 확장된 것으로 추정된다.

## 피해
| 각 지역별 MSK 진도 계급 |                                |
| MSK 64                  | 위치                           |
| VIII - XI               | 하렘, 사만다, 아르마나즈       |
| VI - VII                | 안티오키아, 알레포, 이스켄데룬 |
| IV - V                  | 하마, 트리폴리                 |

현재는 물이 없어진 아미크호수 주변에서 극심한 피해가 발생했다. 하타이주의 쿰루에서 가장 큰 피해가 발생했다. 사만다, 파티클리, 알트뇌쥐 마을도 큰 피해를 입었다. 지진으로 1,800명이 사망한 것으로 추정된다. 사만다에서는 MSK 진도 계급 기준 XI의 매우 큰 진도가 기록되었다.
안티오키아에서는 약 40초간 이어진 극심한 흔들림으로 3,303채의 주택 중 1,960채가 파괴되고 주민 500명이 사망했다. 추가로 894채의 주택이 심각한 피해를 입었다. 5,000채 이상의 상가 건물이 파괴되었으며 수백 채만 온전하게 남았다. 그리스 카톨릭 성당과 미국 프로테스탄트 교회가 무너져 4명이 사망했다. 도시 성문도 무너졌다.
진앙 외곽에 있는 마을 최소 38곳이 전멸했다. 수아이디야(현 사만다)에서는 집 2,150채가 붕괴되고 300명이 사망했다. 카라무트에서는 최소 170명이 사망하고 187명이 부상을 입었으며 집 3,552채가 파괴되었다. 킬리크 마을에서는 땅바닥이 갈라졌고 액상화 현상이 일어나면서 노란 모래가 땅에서 분출했다. 아미크계곡 동쪽 경사면을 따라 지반이 변위되었고, 계곡에는 표면이 갈라진 흔적이 남았다.
알레포에서는 최소 집 100채가 붕괴되거나 파손되었다. 7명이 사망했고 3명이 부상을 입었다. 수많은 다리도 지진으로 손상을 입었다. 이 지진은 베이루트, 로도스섬, 다마스쿠스에서도 흔들림이 관측되었다. 이집트에서는 흔들림이 느껴지지 않았지만, 로도스섬에서부터 디야르바크르까지, 콘야에서부터 가자까지 중동 광범위한 지역에서 흔들림이 느껴졌다.
튀르키예 남부 해안에서는 쓰나미가 보고되어 사만다 해안에 범람 피해가 발생했다. 쓰나미는 내륙 2 km까지 들어가 침수시켰다. 2003년 도호쿠 대학, 중동 공과대학교, 아테네 국립천문대의 공동 쓰나미 연구에서 1872년의 쓰나미 흔적을 발견했다.

## 같이 보기
- 레반트의 지진 목록
- 튀르키예의 지진 목록